# Roger Bootle-Wilbraham, 7. Baron Skelmersdale

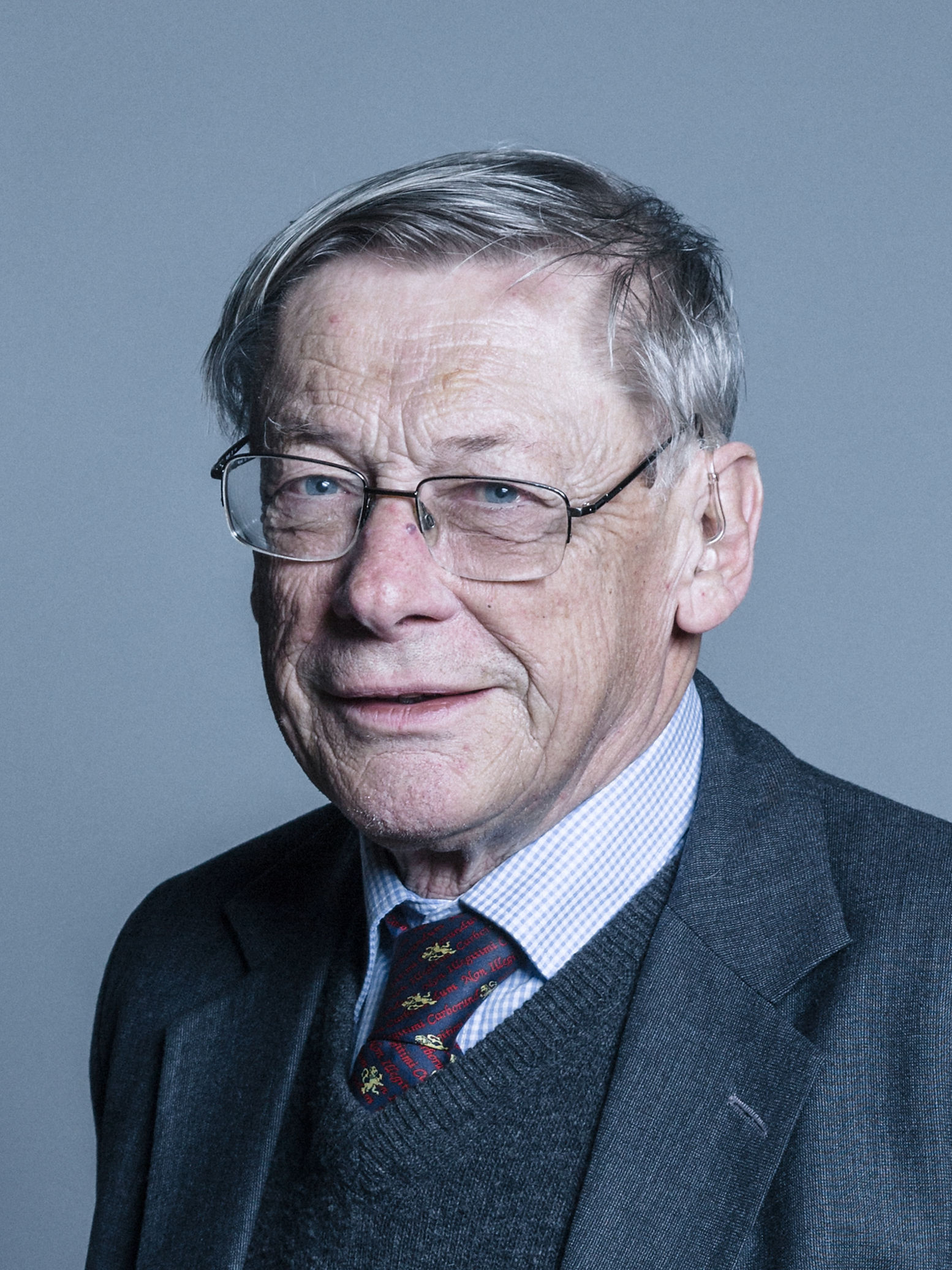
Roger Bootle-Wilbraham, 7. Baron Skelmersdale

Roger Bootle-Wilbraham, 7. Baron Skelmersdale (* 2. April 1945; † 2. November 2018) war ein britischer Politiker (Conservative Party) und Mitglied des House of Lords.

## Leben
Bootle-Wilbraham besuchte das Eton College und das Lord Wandsworth College in Hampshire. Nach dem Tod seines Vaters Lionel Bootle-Wilbraham, 6. Baron Skelsmerdale im Jahre 1973 erbte er dessen Titel und den damit verbundenen Sitz im britischen Oberhaus. Er war seit 1972 mit Christine Jean Morgan verheiratet. Das Ehepaar hat eine Tochter und einen Sohn.
1981 wurde Bootle-Wilbraham zu einem konservativen Whip des House of Lords in Margaret Thatchers Regierung ernannt; er behielt diese Position bis 1986. Er wechselte als Parlamentarischer Staatssekretär ins Umweltministerium und 1987 in das Ministerium für Gesundheit und soziale Sicherheit. Dieses Ministerium wurde 1988 geteilt.
Bootle-Wilbraham blieb im Ministerium für soziale Sicherheit weiter bis 1989. Dann folgte seine Versetzung ins Northern Ireland Office. Dort diente er bis zum Ende der Amtszeit von Premierministerin Margaret Thatcher im Jahre 1990. Er wurde von John Major nicht wieder ernannt.
Mit der Annahme des House of Lords Act 1999 verlor Bootle-Wilbraham wie fast alle anderen hereditary peers sein automatisches Recht, im House of Lords zu sitzen. Er wurde aber als einer von 90 hereditary peers gewählt, die weiterhin Sitz und Stimme im House of Lords haben.
Bootle-Wilbraham war seit 2006 konservativer Schattenminister für Arbeit und Pensionen als Mitglied des Teams von David Cameron, erhielt jedoch kein Amt im Kabinett Cameron I.